# Robert Kauer (Politiker)
Robert Kauer (* 13. September 1935 in Wien; † 4. Jänner 2019 in Niederösterreich) war ein österreichischer Politiker der Österreichischen Volkspartei (ÖVP). Er war von 1978 bis 1991 Abgeordneter zum Wiener Landtag und Mitglied des Wiener Gemeinderates.

## Leben
Robert Kauer studierte Rechtswissenschaften und Evangelische Theologie, beide Studien schloss er jeweils als Magister ab. Anschließend wurde er Vikar in Wien-Neubau, ab September 1963 war er Pfarrer in Berndorf. 1965 nahm er entgegen der Weisung seines Superintendenten eine ökumenische Trauung in Berndorf vor. Nach Disziplinarverfahren aufgrund dieser Trauung wurde er 1966 ohne Bezüge in den dauernden Ruhestand versetzt. 1967 trat Kauer in den Verwaltungsdienst der Österreichischen Akademie der Wissenschaften, ab 1976 war er an der Geologischen Bundesanstalt beschäftigt.
Vom 13. November 1978 bis zum 9. Dezember 1991 gehörte er in der 12., 13. und 14. Wahlperiode dem Wiener Landtag und Gemeinderat an, wo er als Kultursprecher der Wiener ÖVP fungierte. Außerdem war er Geschäftsführer des Lueger-Instituts.
Ab 1981 war Kauer ehrenamtlich in der Evangelischen Kirche tätig, etwa im Presbyterium der Pfarrgemeinde Wien-Landstraße, in der Wiener Superintendentialversammlung und ab 1992 in der gesamtösterreichischen Synode. 1991 erfolgte seine Pensionierung als Bundesbeamter, 1994 wurde er reaktiviert, um bis 1998 als Ministerialrat im Kultusamt des Unterrichtsministeriums das Referat für die Angelegenheiten der Evangelischen Kirche zu leiten. 1997 wurde er zum juristischen Oberkirchenrat der Evangelischen Kirche A.B. in Österreich gewählt, 2000 erfolgte die Wiederwahl. Diese Funktion übte er bis 2006 aus. Anschließend war er in der Krankenhausseelsorge tätig. Von 2007 bis 2009 fungierte er als Präsident der Österreichischen Gesellschaft für Kirchenrecht, später als deren Vizepräsident.
Robert Kauer starb im Jänner 2019 im Alter von 83 Jahren.

## Auszeichnungen
- 1989: Goldenes Ehrenzeichen für Verdienste um das Land Wien[3]
- 2012: Verleihung des Berufstitels Professor[1]